# Urayasu
Urayasu (jap. 浦安市 Urayasu-shi) – miasto w Japonii, położone na delcie rzeki Edo w prefekturze Chiba na głównej wyspie Honsiu (Honshū). Ma powierzchnię 17,30 km². W 2020 r. mieszkały w nim 171 424 osoby, w 79 934 gospodarstwach domowych  (w 2010 r. 164 878 osób, w 71 362 gospodarstwach domowych).
Urayasu jest najlepiej znane jako siedziba Tokyo Disney Resort, który został otwarty w kwietniu 1983 roku.

## Miasta partnerskie
- Orlando